# Peltosaari (ö i Laukas, Leppävesi)
Peltosaari är en ö i Finland. Den ligger i sjön Leppävesi och i kommunen Laukas i den ekonomiska regionen  Jyväskylä ekonomiska region  och landskapet Mellersta Finland, i den centrala delen av landet, 250 km norr om huvudstaden Helsingfors. Öns area är 0,8 hektar och dess största längd är 120 meter i nord-sydlig riktning.